# 1754
| 1754                        |
| --------------------------- |
| Dødsfald - Fødsler          |
| • Begivenheder • Litteratur |

| Gregoriansk kalender | 1754 MDCCLIV            |
| Ab urbe condita      | 2507                    |
| Armensk kalender     | 1203 ԹՎ ՌՄԳ             |
| Kinesiske kalender   | 4450 – 4451 癸酉 – 甲戌 |
| Etiopisk kalender    | 1746 – 1747             |
| Jødisk kalender      | 5514 – 5515             |
| Hindukalendere       |                         |
| - Vikram Samvat      | 1809 – 1810             |
| - Shaka Samvat       | 1676 – 1677             |
| - Kali Yuga          | 4855 – 4856             |
| Iransk kalender      | 1132 – 1133             |
| Islamisk kalender    | 1167 – 1168             |

Konge i Danmark: Frederik 5. 1746-1766
Se også 1754 (tal)

## Begivenheder
- 31. marts - Det Kongelige Akademi for de Skønne Kunster stiftes. Det er en kunstskole for maleri, skulptur og arkitektur.
- 22. november – Det bliver frivilligt, om den kone som efter sin nedkomst første gang kommer i kirken, skal "indledes" af præsten ("kirkegangskone")

## Født
- 13. juli - Frederik Christian Riisbrigh, dansk søofficer (død 1835).
- 23. august - Ludvig 16., konge af Frankrig og Navarra fra 1774 til 1792, henrettes i 1793.
- 6. november - Frederik 1. af Kongeriget Württemberg (død 1816).

## Dødsfald
- 28. januar - Ludvig Holberg, norsk-dansk forfatter (født 1684).